# روبرت سنايدر
روبرت سنايدر (بالإنجليزية: Robert Snyder)‏ هو منتج أفلام ومؤلف ومخرج أمريكي، ولد في 15 يناير 1916 في بروكلين في الولايات المتحدة، وتوفي في 21 مارس 2004 في باسيفيك بلسيدس، لوس أنجلوس ‏ في الولايات المتحدة.

## وصلات خارجية
- روبرت سنايدر على موقع IMDb (الإنجليزية)
- روبرت سنايدر على موقع أول موفي (الإنجليزية)
- روبرت سنايدر على موقع قاعدة بيانات الفيلم (الإنجليزية)
- روبرت سنايدر على موقع كينوبويسك (الروسية)